# Spacewatch

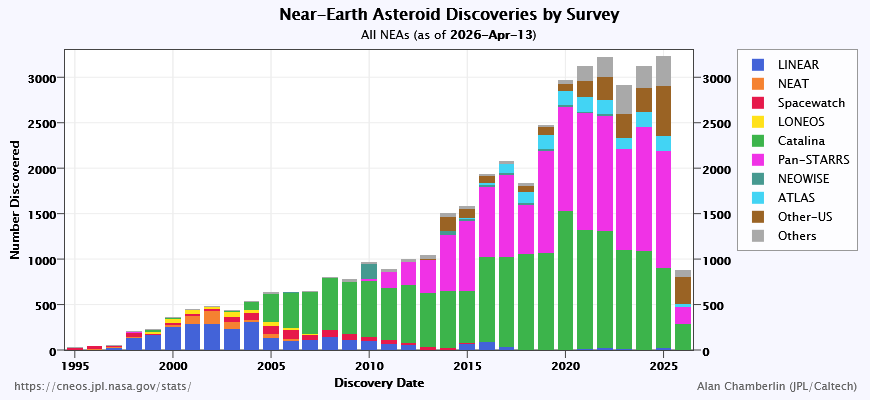
Découvertes d'objets géocroiseurs par différents projets au 24 mars 2023 (Spacewatch est en rouge).

Spacewatch est un projet de l’université de l'Arizona qui est spécialisé dans l’étude des planètes mineures, dont diverses sortes d’astéroïdes et de comètes.
Ce projet a été lancé en 1980 par Tom Gehrels et le docteur Robert S. McMillan ; ce dernier a été le responsable du projet entre 1997 et 2020. Depuis janvier 2021, le responsable principal du projet est Melissa J. Brucker. Les observations sont faites depuis l'observatoire de Kitt Peak à l'aide d'un télescope de 0,9 m de diamètre et à partir de mars 2001 à l'aide d'un télescope de 1,8 m (miroir récupéré du Multiple Mirror Telescope).

## Découvertes
Spacewatch est au premier rang des découvreurs d'astéroïdes, avec 182 907 astéroïdes numérotés (1er octobre 2023).
Spacewatch a découvert un satellite naturel de Jupiter, maintenant appelé Callirrhoé, qui à l’origine fut considéré par erreur comme un astéroïde.
D’autres découvertes notables incluent (5145) Pholos, (20000) Varuna, 1998 KY26, (35396) 1997 XF11, (48639) 1995 TL8 et (10199) Chariclo. Le projet a également retrouvé (719) Albert, un astéroïde perdu depuis longtemps, et découvert la comète périodique 125P/Spacewatch. 
Ce projet est à l'origine de la découverte de l'objet qui s'éloigne le plus du Soleil : la comète C/1992 J1 (Spacewatch).